# Injil
Cet article traite de l'Évangile selon la doctrine de l'islam. Pour l'Évangile selon la foi chrétienne, voir Évangile et Évangiles.
L'Injil (en arabe : إنجيل) est un terme arabe qui traduit le grec εὐαγγέλιον / euangélion (qui a parallèlement donné le français « évangile » via le latin euangelium). Il désigne la révélation proclamée par Jésus de Nazareth au premier siècle de l'ère chrétienne. Ce mot arabe a donné lieu à des emprunts lexicaux dans d'autres langues liées à des cultures imprégnées par l'islam, comme le swahili, le turc ou l'indonésien.

## Dans l’islam
L’Injil est le nom que le Coran, livre sacré des musulmans, donne à la révélation divine qui a été faite au prophète ʿĪsā (Jésus de Nazareth), les 4 Évangiles pour les chrétiens. Il s’agit de l’un des cinq livres sacrés cités par le Coran, lui-même compris, avec les Feuillets d'Ibrahim, la Tawrat, et le Zabur de David et Salomon. On trouve douze occurrences du terme Injil dans le Coran, toujours accolé au Pentateuque (Tawrat) (sauf la dernière occurrence). Le mot Injil désigne aussi les écritures saintes des chrétiens du temps de Mahomet.
La croyance en l’Évangile dicte à chaque musulman de croire qu’il existe et qu’il a été totalement révélé au prophète Îsâ par Allah. Chaque musulman croit que tout ce que le Prophète Îsâ  tient d’Allah est vrai. Mais rien dans l’islam ne permet de dire si l’Évangile a été écrit et compilé durant la vie du prophète Îsâ, qui l’a écrit, qui l’a préservé et l’a propagé, si Jésus l’a enseigné oralement aux gens, ou si ce sont les apôtres qui l’ont transmis, ou si une partie de l’Évangile a été écrite et l’autre non. Il y a une claire distinction entre la révélation descendue sur le prophète Moussa (Moïse) et la révélation descendue sur le prophète Îsâ (Jésus) dans la mesure où le Coran indique clairement que la première fut mise par écrit
D’après la conception islamique, les quatre évangiles sont une preuve que l'évangile de Jésus a été modifié, falsifié (taḥrīf), spécialement en ce qui concerne la divinité de Jésus et la représentation trinitaire de Dieu. Malgré cette accusation de falsification, les textes des évangiles ont souvent été utilisés par des auteurs musulmans pour appuyer leurs thèses. Certains penseurs musulmans acceptent même les quatre évangiles comme "textuellement intacts". La ressemblance entre les sources de la Bible et du Coran ne peut alors plus être ramenée de façon univoque à des traductions arabes des évangiles contemporaines de Mahomet. Il faudrait plutôt penser à une transmission orale, par exemple via les chrétiens yéménites ou les chrétiens nestoriens de Syrie (de al-Hīra). On trouve  une confirmation à cela dans les territoires du sud de l’Arabie et de l’Éthiopie, en observant les passages idoines de l’évangile (il y avait en effet à l’époque des contacts étroits entre les communautés yéménite et éthiopienne). Quelques hadiths s’expliquent aussi par la connaissance de transmissions bibliques. Des théologiens islamiques comme Al-Mas'ûdî et Al-Biruni ont une connaissance précise de la Bible. 
Une polémique entre la théologie chrétienne et musulmane connut de nouveaux développements en 1908, quand l’évangile de Barnabé fut traduit et diffusé en arabe. Cet évangile, "fraude pieuse" écrite au XVIe siècle par des auteurs probablement musulmans, apporte une description de Jésus assez proche de la vision islamique. De nombreux musulmans le considèrent ni plus ni moins authentique que les autres évangiles et certaines organisations islamiques le citent pour appuyer la conception islamique de Jésus.

## Dans le monde chrétien arabophone
À côté de l’emploi du mot Injil dans un contexte islamique, les chrétiens arabophones l’utilisent pour désigner l’Évangile dans son acception chrétienne, c’est-à-dire la Bonne Nouvelle du Salut. Par exemple, l’évangile selon Matthieu est appelé : (Béchir Évangile de Matthieu). Il peut y avoir équivoque sur la signification précise du terme car en arabe aussi, injil désigne la Bonne Nouvelle proclamée par Jésus, et non l’intégralité du Nouveau Testament des chrétiens.